# Watervale Brook
Watervale Brook – strumień (brook) w kanadyjskiej prowincji Nowa Szkocja, w hrabstwie Pictou, płynący w kierunku południowo-wschodnim i uchodzący do West River of Pictou; nazwa urzędowo zatwierdzona 12 grudnia 1939.